# Станіславиці (Радомщанський повіт)
Станіславиці (пол. Stanisławice) — село в Польщі, у гміні Ґідле Радомщанського повіту Лодзинського воєводства.
Населення — 233 особи (2011).
У 1975-1998 роках село належало до Ченстоховського воєводства.

## Демографія
Демографічна структура станом на 31 березня 2011 року:
|          | Загалом | Допрацездатний вік | Працездатний вік | Постпрацездатний вік |
| -------- | ------- | ------------------ | ---------------- | -------------------- |
| Чоловіки | 125     | 28                 | 80               | 17                   |
| Жінки    | 108     | 19                 | 65               | 24                   |
| Разом    | 233     | 47                 | 145              | 41                   |